# Calypso (film)
Calypso è un film documentario del 1958 diretto da Golfiero Colonna e Franco Rossi.

## Trama
Film documentario sulle consuetudini nelle Antille. Attori non professionisti interpretano una storia tra Raisy e il fratello minore, il quale è venuto in possesso di un gallo da combattimento.

## Collegamenti
- Calypso, su CineDataBase, Rivista del cinematografo.
- Calypso, su MYmovies.it, Mo-Net Srl.
- (EN) Calypso, su IMDb, IMDb.com.
- (EN) Calypso, su Box Office Mojo, IMDb.com.